# Anna Callís i Pujol
Anna Callís i Pujol (Vic, 1852 -València, 1935) fou una religiosa que dedica la seva vida a obres benefiques. Religiosa de la congregació de les Filles de la Caritat de Sant Vicenç de Paül. Ingressà a l'hospital de València, que tenia annexa la Facultat de Medicina, al 1882, i dedicà tota la seva vida a la gestió benèfica. La ciutat de València li oferí un homenatge en premi a la seva gestió de més de 30 anys de superiora. Fou enterrada a la Capella del Sagrament, a l'altar del Crist de l'Agonia, de l'hospital valencià.